# Quang Vinh, Biên Hòa
Quang Vinh là một phường thuộc thành phố Biên Hòa, tỉnh Đồng Nai, Việt Nam.

## Địa lý
Phường Quang Vinh nằm ở trung tâm thành phố Biên Hòa, có vị trí địa lý:
- Phía đông giáp phường Thanh Bình và phường Trung Dũng
- Phía tây giáp phường Bửu Long
- Phía nam giáp phường Hóa An
- Phía bắc giáp phường Tân Phong.

Phường Quang Vinh có diện tích 1,79 km², dân số năm 2022 là 33.894 người, mật độ dân số đạt 18.935 người/km².

## Hành chính
Phường Quang Vinh được chia thành 9 khu phố: 1, 2, 3, 4, 5, 6, 7, 8, 9, 10.

## Lịch sử
Ngày 28 tháng 9 năm 2024, Ủy ban Thường vụ Quốc hội ban hành Nghị quyết số 1194/NQ-UBTVQH15 về việc sắp xếp đơn vị hành chính cấp xã của tỉnh Đồng Nai giai đoạn 2023 – 2025 (nghị quyết có hiệu lực từ ngày 1 tháng 11 năm 2024). Theo đó, sáp nhập toàn bộ 0,56 km² diện tích tự nhiên, quy mô dân số là 9.283 người của phường Hòa Bình và điều chỉnh 0,13 km² diện tích tự nhiên, quy mô dân số là 3.553 người của phường Tân Phong vào phường Quang Vinh.
Phường Quang Vinh có 1,79 km² diện tích tự nhiên và quy mô dân số là 33.894 người.
Ngày 20 tháng 12 năm 2024, HĐND tỉnh Đồng Nai ban hành Nghị quyết số 75/NQ-HĐND về việc:
- Đổi tên khu phố 1 của phường Hòa Bình cũ thành khu phố 5 thuộc phường Quang Vinh.
- Đổi tên khu phố 2 của phường Hòa Bình cũ thành khu phố 6 thuộc phường Quang Vinh.
- Đổi tên khu phố 3 của phường Hòa Bình cũ thành khu phố 7 thuộc phường Quang Vinh.
- Đổi tên khu phố 4 của phường Hòa Bình cũ thành khu phố 8 thuộc phường Quang Vinh.
- Đổi tên khu phố 5 của phường Hòa Bình cũ thành khu phố 9 thuộc phường Quang Vinh.
- Thành lập khu phố 10 thuộc phường Quang Vinh trên cơ sở một phần của khu phố 10 thuộc phường Tân Phong.

## Văn hóa
- Thành cổ Biên Hòa.